# Ivan Krstitelj Laghi
Ivan Krstitelj Laghi (tal. Giovanni Battista Laghi; lat. Iohannes Baptista Laghius; Venecija, 26. listopada 1665. – Split, 11. veljače 1730.), mletački svećenik i splitski nadbiskup (1720. – 1730.).
U periodu od 1689. do 1702. godine bio je upravitelj sjemeništa u Vincenzi, a 12. ožujka 1720. imenovan je za novog splitskog nadbiskupa. Palij je primio 6. svibnja 1720., a u Split je došao 21. studenoga 1720. godine.
| Titule u Katoličkoj Crkvi      | Titule u Katoličkoj Crkvi        | Titule u Katoličkoj Crkvi |
| ------------------------------ | -------------------------------- | ------------------------- |
| prethodnik Stjepan II. Cupilli | splitski nadbiskup 1720. – 1730. | nasljednik Antun Kadčić   |